# Ecuador TV
Ecuador TV es un canal de televisión abierta ecuatoriano, lanzado el 26 de octubre de 2007 gracias a una inversión de US$ 5 millones del Banco de Desarrollo Social y Económico de Venezuela (BANDES). El canal fue establecido al mismo tiempo que la instalación de la Asamblea Constituyente para que las sesiones pudiesen ser transmitidas en vivo al nivel nacional. El canal es propiedad del Gobierno ecuatoriano y se encuentra operada por la Televisión y Radio de Ecuador en las ciudades de Quito y Guayaquil. 
Ecuador TV fue el primer canal de televisión pública en Ecuador y es resultado de una oferta de campaña realizada por el economista Rafael Correa durante la campaña electoral previa a su elección 2006. Sus impulsores fueron Mónica Chuji, Secretaria Nacional de Comunicación, Vinicio Alvarado, Secretario General de la Administración Pública, Eduardo Moreno, Enrique Bayas, Julia Ortega, Enrique Arosemena Robles, entre otros.

## Historia
El canal fue lanzado como señal de prueba el 29 de noviembre de 2007 con por el inicio de la Asamblea Constituyente desde Ciudad Alfaro en Montecristi, provincia de Manabí. Empezó su programación en la mañana con la entrevista al entonces presidente Rafael Correa y, después, siguió con la inauguración de la Asamblea Constituyente. Por falta de tiempo, Ecuador TV tuvo que transmitir desde una unidad móvil contratada. 
El canal fue lanzado oficialmente el 1 de abril de 2008 a las 5:27 a. m. con el Himno Nacional del Ecuador interpretado por la Orquesta Sinfónica Nacional del Ecuador, bajo la dirección de Álvaro Manzano.

## Críticas y controversias
El canal ha generado varias críticas de los opositores a Rafael Correa y a su gobierno como un instrumento de propaganda del socialismo del siglo XXI, ya que la fuente de los fondos para su creación y el proceso de adquisición de equipos, capacitación de personal y adecuación de estudios se realizó a través del canal multiestatal Telesur que, a su vez, también es considerado como herramienta de propaganda de los países que lo financian, particularmente Cuba y Venezuela. El Gobierno venezolano se defendió señalando que la ayuda fue «una contribución desinteresada de Venezuela, como parte de la política de cooperación internacional en la región que impulsa el gobierno del expresidente Hugo Chávez».

## Logotipos

Logotipo del canal, usado desde 2008 hasta 2014
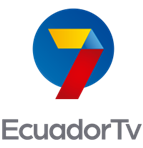
Logotipo usado entre 2016 y 2017.
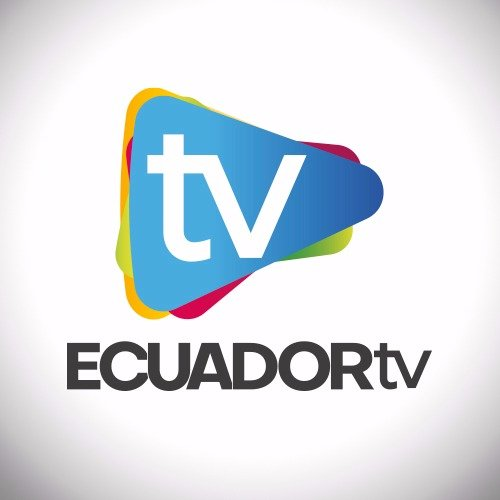
Logotipo usado desde 2017 hasta 2020
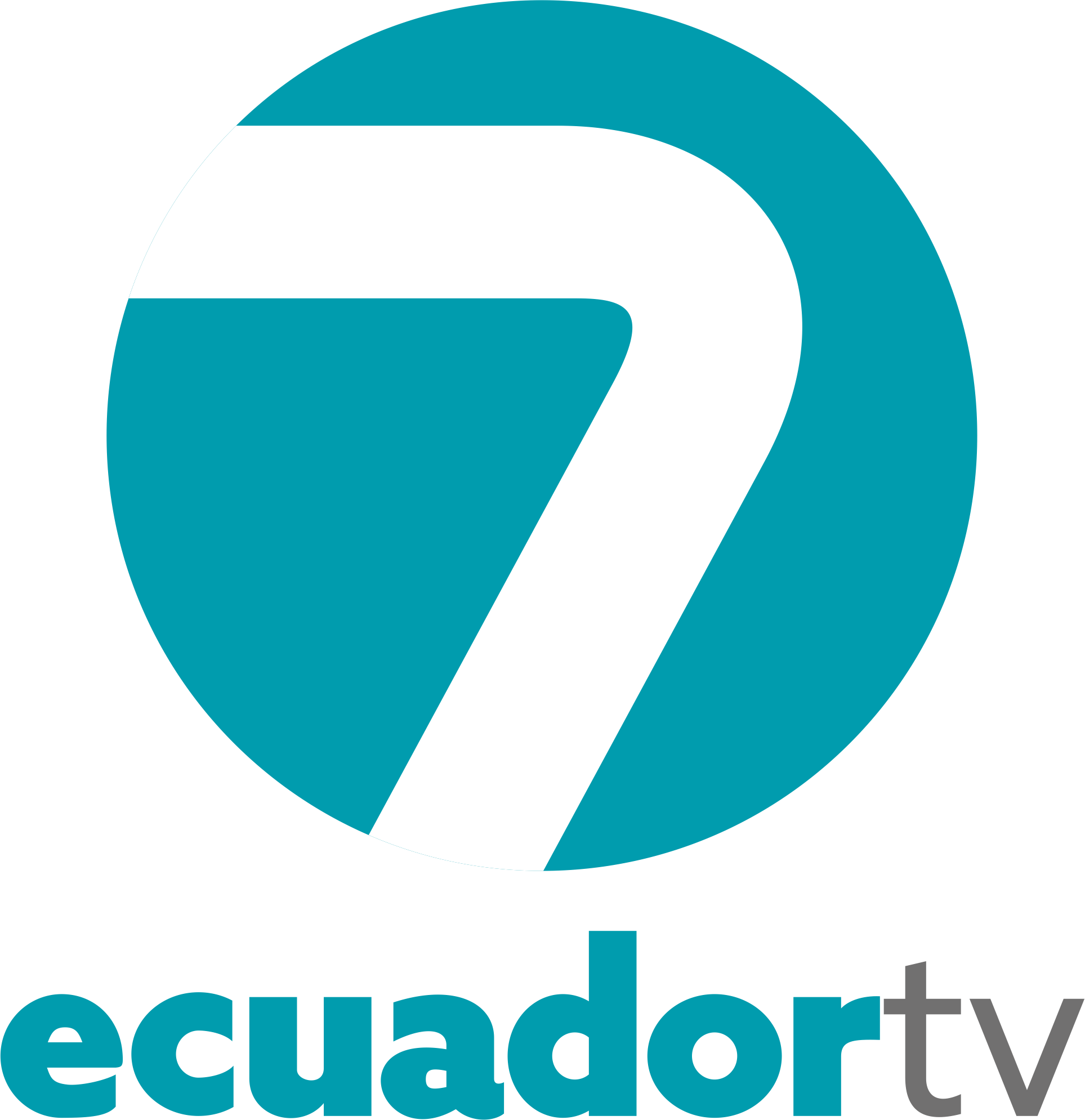
Logotipo usado desde 2020 hasta 2022